# Эпсилон Южного Треугольника
Эпсилон Южного Треугольника (ε TrA, ε Trianguli Australis) — двойная звезда в созвездии Южного Треугольника. Удалена от земли на 216 световой год. Видимая звёздная величина +4.11 (видна невооружённым глазом).
Главный компонент ε TrA A — оранжевый субгигант спектрального класса K. Компаньон ε TrA B является белой звездой главной последовательности спектрального класса A.